# Masó (família)
Masó (en llatí Maso o de vegades Masso) era el nom d'una família d'origen patrici de la gens Papíria.
Ciceró diu que la branca patrícia dels Papirii pertanyia a les minores gentes, és a dir, eren procedents d'altres ciutats o dins de la mateixa Roma que sense ser patricis, van adquirir la ciutadania romana. Els Papirii patricis es van dividir en diverses famílies: Cras, Cursor, Masó i Mugil·là.
Alguns membres de la família van ser:
- Luci Papiri Masó, edil curul l'any 312 aC.
- Gai Papiri Masó, cònsol l'any 231 aC.
- Luci Papiri Masó, pretor urbà l'any 176 aC.
- Marc Papiri Masó, equites, que va viure al segle i aC.